# 文挾夫佐恵
文挾 夫佐恵（ふばさみ ふさえ、1914年1月23日 - 2014年5月19日）は、日本の俳人。
東京都生まれ、東京府立第五高等女学校卒。小学校時代より作句、1934年に上川井梨葉主宰の「愛吟」に入会。1944年に飯田蛇笏の「雲母」に入会。のちに同門の石原八束の家での三好達治を囲む文章会に参加した。1961年、八束とともに「秋」の創刊に参加、同人となる。1998年、八束の逝去により「秋」主宰。2006年まで務めたのち佐怒賀正美に主宰を譲り同誌の名誉主宰となる。1965年に第12回現代俳句協会賞、2007年に句集『青愛鷹』により第7回俳句四季大賞、2011年に第2回桂信子賞を受賞。2013年には句集『白駒』（はくく）により、史上最高齢となる99歳で第47回蛇笏賞を受賞した。他の句集に『黄瀬』（1966年）、『葛切』（1974年）、『天上希求』（1981年）、『井筒』（1995年）、『時の彼方』（1997年）など、共著に『私の昭和俳句』がある。
2014年5月19日、老衰のため東京都中野区の病院で死去、100歳没。